# Perarolo di Cadore
Perarolo di Cadore é uma comuna italiana da região do Vêneto, província de Belluno, com cerca de 362 habitantes. Estende-se por uma área de 43 km², tendo uma densidade populacional de 8 hab/km². Faz fronteira com Cimolais (PN), Erto e Casso (PN), Ospitale di Cadore, Pieve di Cadore, Valle di Cadore.

## Demografia
| Variação demográfica do município entre 1861 e 2011                               |
|                                                                                   |
| Fonte: Istituto Nazionale di Statistica (ISTAT) - Elaboração gráfica da Wikipedia |